# ريادة أعمال
ريادة الأعمال، وسميت أيضا الاعتمار، أو هندسة المشاريع،  عملية تحديد مشروع تجاري معين يهدف لحل تحدي أو مشكلة ما أو ابتكار جديد، للبدء به والتركيز عليه وتوفير الموارد اللازمة وتنظيمها وتحمل المخاطر في سبيل تحقيق ربح مالي، وتعرف أيضا على أنها عملية إنشاء منظمة أو مجموعة منظمات جديدة أو تطوير منظمات قائمة، وهي بالتحديد إنشاء عمل أو عدة أعمال جديدة أو الاستجابة لفرص جديدة عامةً.
في الاقتصاد السياسي تعرف ريادة الأعمال بإنها أسلوب يوفر أطار لكيفية تحويل الفكرة العظيمة إلي عمل تجاري عظيم، مرورًا بكافة مراحل التأسيس والنمو والتمويل بطريقة فعالة وغير تقليدية، مع الحرص على الاستمرارية؛ بغية الحصول على ربح وتحقيق الاستقلال المالي، من خلال تنمية شركة ناشئة تخلق الإلفة والانطباع الإيجابي لدى العملاء والموردين والمستثمرين.
ريادة الأعمال ليست شيئا سهلا حيث أن معظم الشركات الجديدة -غير المنظمة جيدا- وتختلف أنشطة ريادة الأعمال بأختلاف نوع النشاط الذي تتبعه هذه المنظمة الناشئة. وتتراوح ريادة الأعمال بين شركات فردية (غالبا ما يعمل فيها الرائد بمفرده بدوام جزئي) وتعهدات بتوفير فرص عمل جديدة.
وتسعى العديد من مشاريع الأعمال الجديدة (المشاريع الرائدة) للحصول على التمويل إما لـرأس المال المخاطر أو لـ المستثمرين المشاركين وذلك إما لزيادة رأس المال أو لبدء المشروع الجديد.
المستثمرون المشاركون يبحثون عامة عن عائد يترواح بين 20-30% بالإضافة إلى مزيد من المشاركة في العمل.
يوجد الآن العديد من المنظمات التي تدعم روّاد الأعمال والتي تشمل بعض الهيئات الحكومية المعنية؛ حاضنة الأعمال، وبعض الهيئات العلمية وبعض المنظمات غير الهادفة للربح (NGOs).

## تاريخ ريادة الأعمال
يرجع مفهوم ريادة الأعمال للأقتصادي جوزيف شومبيتر وبعض الاقتصاديين النمساويين مثل Ludwig von Mises وVon Hayek. عرف شومبيتر رائد الأعمال بأنه هو ذلك الشخص الذي لديهِ الإرادة والقدرة لتحويل فكرة جديدة أو اختراع جديد إلى ابتكار أو مشروع (شركة ناشئة) ناجح. وبالتالي فوجود قوى روّاد الأعمال (التدمير البناء) في الأسواق والصناعات المختلفة ينشئ منتجات ونماذج عمل جديدة.
وبالتالي فإن روّاد الأعمال (التدمير البناء) يساعدون المسؤولين وبشدة عن التطور الصناعي والنمو الأقتصادي على المدى الطويل.
وبرغم من إسهامات شومبيتر في بدايات القرن العشرين، فأن نظرية الاقتصاد الجزئي التقليدية في منظومة الأقتصاد قد وضعت حيزا صغيرا لرواد الأعمال في إطارها النظري (بدلا من فرض أن الموارد ستتحدد وفقا لنظام السعر)

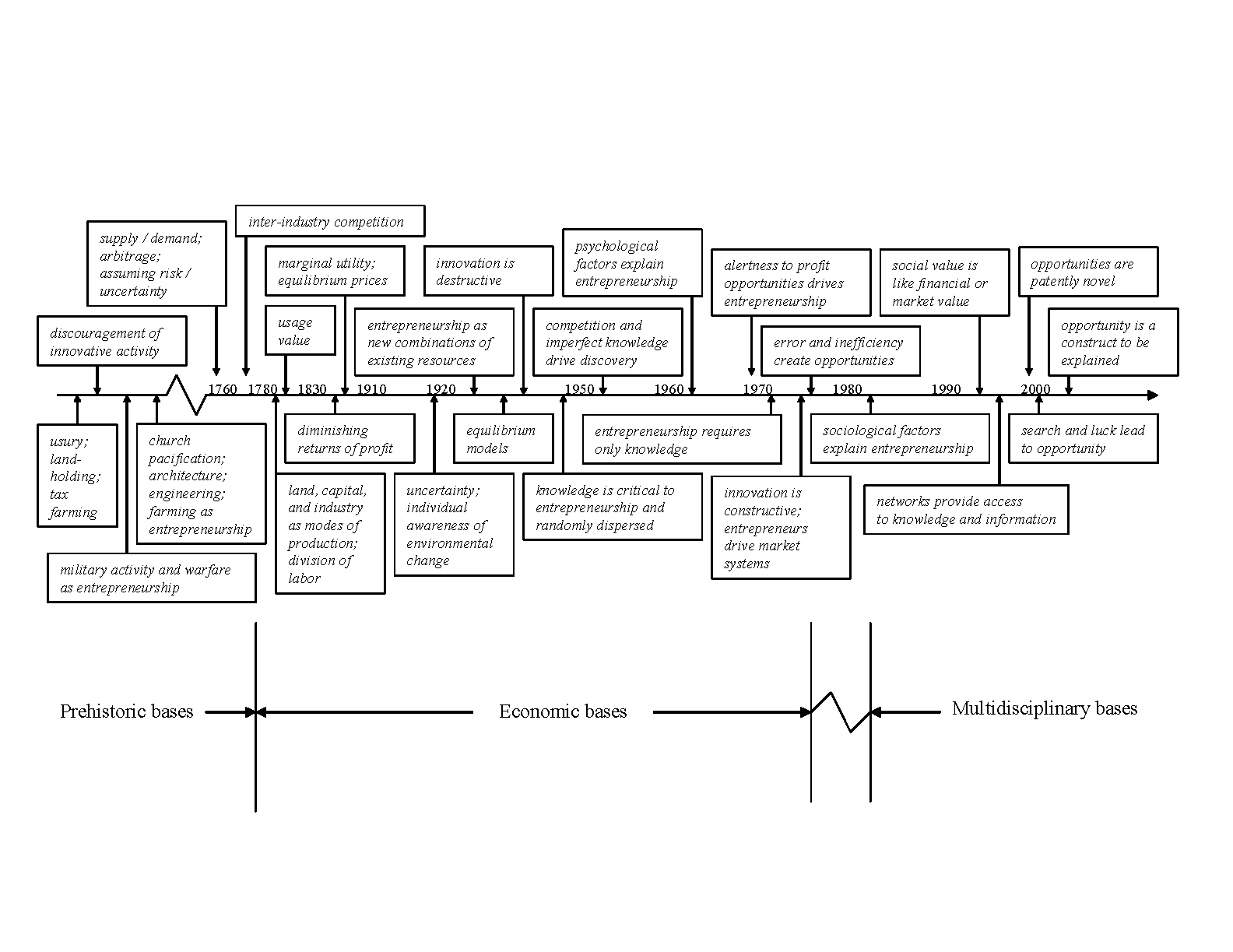
تطور المفاهيم والنظريات التي تتعلق بريادة الأعمال. مأخوذة من [http://www.emeraldinsight.com/Insight/viewContentItem.do?contentType=Article&contentId=1537775 Murphy, Liao, & Welsch (2006)

أما (فرانك نايت (1967 و(بيتر دراكر (1970 فيعتبران ريادة الأعمال تتمحور بالأساس حول المخاطرة. سلوك رائد الأعمال هو ما يعكس نوع القدرة التي لديه أو لديها لوضع مهنته وموقفه المالي في الواقع والمخاطرة عن طريق تطبيق فكرته ووضعها محل التنفيذ وذلك عن طريق اعطائها المزيد من الوقت والجهد ورأس المال في مخاطرة غير مضمونة.
ولقد صنف Knight أسباب عدم الضمان إلى ثلاثة أنواع:
- المخاطرة: وهي يمكن قياسها إحصائيا (مثل أحتمالية سحب كرة حمراء من زجاجة تحتوي على خمس كرات حمراء وخمس كرات بيضاء).
- اللألتباس: والتي يصعب قياسها إحصائيا (مثل أحتمالية سحب كرة حمراء من زجاجة تحتوي على خمس كرات حمراء وعدد غير معروف من الكرات البيضاء).
- عدم الضمان الفعلي أو Knightian Uncertainty والتي يستحيل تقديرها أو توقعها إحصائيا (مثل أحتمالية سحب كرة حمراء من زجاجة بها عدد غير معروف من الكرات الحمراء وعدد غير معروف من الكرات الملونة الأخرى).

تأثير ريادة الأعمال غالبًا لا يمكن توقعه، عمليًا عندما تحاول خلق أو ابتكار شيء جديد على هذا العالم فإن سوقه لا يكون معروف. قبل ظهور الأنترنت، لم يكن أحد ليعرف مدى نجاح سوق الأعمال المرتبة بالأنترنت مثل أمازون وجوجل ويوتيوب وياهوو إلخ...
أما بعد ظهور الأنترنت فقد بدأ البعض يرى فرص وأسواق لهذه التكنولوجيا. بالرغم من ذلك حتى لو كان هناك سوق فلنفرض مثلا سوق المشروبات الغازية (الذي أنشأه شركة كوكاكولا) لا يوجد ضمان بعدم انضمام لاعب جديد لسوق صناعة المياه الغازية. إذن فالسؤال سيكون: هل يوجد سوق جديد لفكرتك أم لا؟
يمثل وجود الرائد المتميز والمبتكر في النظرية الأقتصادية التقليدية (التي تقيم كفاءة الأقتصاد ياستخدام بعض النسب بافتراض أن المخرجات متساوية) بعض المشاكل النظرية. ولقد اضافت بحوث ويليام بومول لهذه الجزء من النظرية الأقتصادية والذي كرم في عام 2006 في الاجتماع السنوي للرابطة الأقتصادية الأمريكية.
وتعتبر ريادة الأعمال عامل مكملا لثقافة الأعمال في الحياة الأمريكية، وبتحديدا كمحرك ودافع أساسي لخلق فرص عمل جديدة ونمو الأقتصاد القومي، ونشرت بواسطة Robert Sobel تحت عنوان The Entrepreneurs: Explorations Within the American Business Tradition في عام 1974.

## رائد الأعمال
رواد الأعمال لديهم العديد من المميزات التي تجعلهم يعاملوا كقادة. تماماَ كما حدث في السابق مع نظرية الرجل العظيم فإن نظريات ريادة الأعمال تتعرض للنقد بأستمرار. فرواد الأعمال غالبا ما يعارضون المديرين والإداريين الذين يطلبون منهم بان يكونوا أكثر اتباعا للطرق المعروفة وأقل مخاطرة. مثل هذه النماذج التي تتمحور حول شخصية رائد الأعمال توضح أنها مشكوك في مدى صلاحيتها حيث تبين الحياة العملية أن أغلب رواد الأعمال يعملون في فرق وليس فقط بشكل فردي. ورغم أن الفجوة لا تزال واسعة بين النظريات التي تحدد طبيعة رائد الأعمال إلا أنه الآن فإن بعض الدراسات الموثقة لريادة الأعمال وجدت بعض السمات التي ترتبط بروّاد الأعمال:
- ديفيد ماكليلاند (1961) وصف رائد الأعمال بأنه شخص تحركه الحاجة لإنجاز شيء ورغبة شديدة في إضافة شيء للحياة.
- أما Collins وMoore (1970) فقد دراسا حوالي 150 رائد أعمال وخلصا إلى النتيجة الآتية أهم صفاتهم الشدة والصلابة، مراعاة مصالحهم (البراغماتيين)، يدفعهم أحتياجهم إلى الاستقلالية والإنجاز. وهم نادرا ما يسعون للحصول على السلطة.
- بينما يرى Bird (1992) يرى رائدي الأعمال كالزئبق، محبون للأفكار الجديدة، مفكرون، مخططون، يحسنون التصرف. أنهم يقتنصون الفرص، مبدعون، غير عاطفيون.
- بينما يرى Cooper وWoo وDunkelberg (1988) أن رائدي الأعمال يتفائلون جدا في عملية أتخاذ القرار. ففي دراسة أجريت على 1994 رائد أعمال تبين أن 81% يعتبرون نسب نجاحهم الشخصية أكبر من 70% ومن الملحوظ أن 33% يرون أن أحتمالات نجاحهم هي 10 من 10.
- Busenitz وBarney (1997) أوضحا أن رائدي الأعمال يتميزون بالثقة الشديدة في النفس وتعميمهم الزائد للأمور.
- بينما وجدCole (1959) أنه يوجد أربع أنواع من رائدي الأعمال وهم: المبتكر، المبتكر المجمع، المروج شديد التفائل، مؤسسو المؤسسات. هذه الأنواع لا علاقة لها بالشخصية ولكن لها علاقة بنوع الفرصة التي يواجهها الرائد.